# هلن آیتچیسون
 هلن آیتچیسون (انگلیسی: Helen Aitchison؛ ۶ دسامبر ۱۸۸۱ – ۲۶ مهٔ ۱۹۴۷) یک تنیس‌باز اهل بریتانیا بود.